# Ротонда (памятник, Воронеж)
Ротонда — здание Воронежской областной клинической больницы 1930-х годов, разрушенное во время битвы за Воронеж и не восстановленное как память о Великой Отечественной войне. Памятник истории регионального значения.
Памятник находится в Транспортном сквере города Воронежа, недалеко от пересечения улиц Бурденко и Транспортной.

## История
Четырёхэтажное здание терапевтического корпуса областной клинической больницы было построено к 1940 году по проекту московского архитектора Дмитрия Чечулина. Фасад здания был длиной 130 м. На северо-западном торце здания было пристроено, архитектурно выделявшееся из общего вида корпуса, круглое здание учебного корпуса. В этой части больницы в центре здания располагалась большая (на 500 мест) двухъярусная круглая аудитория в виде амфитеатра для чтения лекций студентам медицинского института. Попасть в учебный корпус можно было и с улицы, и с терапевтического корпуса, с которым он соединялся шестиметровой двухэтажной галереей (по другим данным через подвальный этаж и подземный тоннель). В здании снизу располагался просторный вестибюль с тремя концентрическими рядами колонн, под ним — подвал с таким же ритмом колонн.
Здание было сооружено из монолитных железобетонных колонн, составляющих цилиндрический каркас, который был заполнен кирпичной кладкой. Верх сооружения венчал тонкостенный железобетонный купол. В экстерьере здание было двухъярусным, в интерьере — четырёхъярусным.
С 7 июля 1942 года до освобождения города в январе 1943 на месте «больничного городка» шли ожесточённые бои Красной Армии с Вермахтом: район областной больницы несколько раз переходил от одной стороны к другой. В ходе боёв здание получило значительные разрушения: был проломлен венчавший его купол. В послевоенные годы на восстановление больничного комплекса не хватало средств. Кирпичные стены Ротонды были растащены на строительный материал, которого крайне не хватало для восстановления жилых зданий. В итоге к началу 1960-х годов от здания остался лишь железобетонный каркас с колоннами и куполом. Здание получило от жителей города название «Ротонда».
|                                                                                 |                   |                                                   |  |
| Терапевтический корпус областной больницы в 1940 году. Ротонда на снимке слева. | Ротонда до войны. | Ротонда во время войны: немецкие войска у здания. |  |

11 ноября 1965 года Воронежским горсоветом было принято решение сохранить остатки развалин областной больницы как памятник Великой Отечественной войны. В 1966 году горисполком принял решение о создании мемориального комплекса на месте боёв у больницы, который включал бы и «Ротонду». Был объявлен открытый конкурс проекта. К реализации, как и в случае мемориала на кургане Мужества, по каким-то причинам не приступили. В 1960—1980-е годы были проведены работы по консервации развалин и созданию вокруг них мемориального сквера.
Никаких действий по сохранению памятника в 1990-е и 2000-е не принималось. В итоге в ночь с 23 на 24 февраля 2008 года обрушился купол здания-памятника. По заявлению начальника городского управления культуры Ивана Чухнова «нет таких технологий, которые смогли бы её восстановить», а «если же переделывать сооружение кардинально, исчезнет его историческая ценность».
|                                     |                                                                  |                                           |  |
| Ротонда после освобождения Воронежа | Ротонда в 2008 году (почти с того же ракурса что и снимок слева) | Ротонда в 2007 году (до обрушения купола) |  |

В настоящее время сохранившийся остов здания представляет собой группу колонн (в том числе меньшие в подвальном помещении), остатки различных бетонных конструкций и декора интерьеров (колонны со стилизованными капителями коринфского ордера, кессонированные потолки).
Ротонда является объектом экскурсионного показа. Ранее возможно было осмотреть подвальный ярус, для чего был устроен спуск, оформленный подпорными стенами из красного кирпича, перекрытыми железобетонными плитами. В настоящее время он засыпан и забетонирован. Вокруг памятника установлено ограждение; рядом с памятником установлена мемориальная доска. В сквере у Ротонды построена Владимирская церковь, массивное кирпичное ограждение которой скрыло памятник со стороны улицы Бурденко.
25 января 2018 года министр культуры Владимир Мединский в ответ на просьбу воронежского депутата Евгения Ревенко поручил провести консервацию Ротонды. Известно, что работы по консервации памятника не проводились с 1980-х. Консервацию начали в октябре 2019 года. Ротонду отмыли от грязи и пыли, в подвале сделали гидроизоляцию, уцелевшие конструкции укрепили, а территорию вокруг облагородили. Работы по консервации были завершены в июне 2020 года и обошлись в 17 млн рублей. Торжественное открытие памятника после консервации состоялось 22 июня 2020 года.